# Rezerwat biosfery Dana
Rezerwat biosfery Dana (arab. ‏محمية ضانا للمحيط الحيوي‎) – rezerwat biosfery położony w muhafazie At-Tafila, w Jordanii. Rezerwat został utworzony w 1989 roku. Zarządzany jest przez Królewskie Towarzystwo Ochrony Przyrody. W 1998 roku rezerwat został włączony do sieci rezerwatów biosfery UNESCO.
Rezerwat Dana jest największym obszarem chronionym w Jordanii. Rozciąga się na terenie Doliny Jordanu będącej częścią Wielkich Rowów Afrykańskich od doliny Wadi Araba ok. -200 m n.p.m. do wzgórz z klifowymi zboczami w okolicy miejscowości Al-Kadisijja sięgającymi ponad 1400 m n.p.m. Ze względu na różnorodność stref klimatycznych, od śródziemnomorskiej do pustynnej, oraz form geologicznych, Dana jest rezerwatem z największą różnorodnością gatunków roślin i zwierząt w Jordanii. Jest najbardziej na południe wysuniętym stanowiskiem lasów z cyprysem wiecznie zielonym. W rezerwacie występuje ponad 830 gatunków roślin, w tym trzy znane tylko stąd. 215 gatunków ptaków (co stanowi 50% wszystkich obserwowanych na terenie Jordanii), w tym m.in. kulczyk syryjski, oraz 38 gatunków ssaków, między innymi: karakal stepowy, koziorożec nubijski, wilk perski czy kot pustynny.
Obszar obecnie należący do rezerwatu Dana przez tysiące lat był miejscem zamieszkania człowieka. Na jego terenie zlokalizowano ponad 100 stanowisk archeologicznych. Najbardziej rozległym i znanym jest Chirbat Fajnan. Miejscowość położona w Wadi Fajnan, której początki są datowane na około 4000 lat p.n.e., była jedną z największych kopalni miedzi w starożytności. Jej początki sięgają około 4000 lat p.n.e. Działała nieprzerwanie do czwartego wieku n.e.